# Họ Vẹt New Zealand
Strigopidae là danh pháp của một họ chim trong bộ Psittaciformes, nhưng HBW (Handbook of the Birds of the World) không ghi nhận họ này.

## Phân loại học
Vị trí phân loại của các loài Strigopoidea (đồng nghĩa: Nestoroidea) đã từng khá biến động trong quá khứ. Liên họ này là một trong ba liên họ trong bộ Psittaciformes; hai liên họ còn lại là Cacatuoidea (họ Cacatuidae) và Psittacoidea (vẹt thật sự).
Các loài hiện nay xếp trong liên họ Strigopoidea thì theo truyền thống đã từng được đặt trong liên họ Psittacoidea – cụ thể là trong họ Psittacidae, nhưng một vài nghiên cứu đã xác nhận vị trí chính xác của nhóm này là cơ sở của cây phát sinh chủng loài vẹt.
Các tác giả hiện tại vẫn chưa thống nhất về định nghĩa và giới hạn của họ này, do Strigops có họ hàng gần nhất là Nestor, nhưng chúng đã chia tách khỏi nhau khoảng 45-70 triệu năm trước, đủ lâu để coi là các họ tách biệt.
Khi hiểu theo nghĩa hẹp họ này chỉ chứa 1 loài còn sinh tồn là Strigops habroptilus trong chi Strigops. Khi đó các loài chim thuộc chi Nestor và Nelepsittacus được xếp trong họ riêng là Nestoridae.
Khi hiểu theo nghĩa rộng họ này chứa các loài/chi sau:
- Chi Strigops
  - Vẹt Kakapo (Strigops habroptilus)
- Chi Nestor
  - Vẹt Kea (Nestor notabilis)
  - Vẹt kaka New Zealand (Nestor meridionalis)
    - Vẹt kaka đảo Bắc (Nestor meridionalis septentrionalis)
    - Vẹt kaka đảo Nam (Nestor meridionalis meridionalis)

  - † Vẹt kaka Norfolk (Nestor productus)
  - † Vẹt kaka Chatham (Nestor chathamensis)[10]
- Chi † Nelepsittacus[3][11]

Một số tác giả chia họ Strigopidae nghĩa rộng ra thành 2 tông là Strigopini và Nestorini hoặc thành 2 phân họ là Strigopinae và Nestorinae, tuy nhiên Gill et al. (2010) có sự nhầm lẫn về tác giả danh pháp cấp họ này khi gán thành G.R.Gray 1848, do đọc sai trang tiêu đề của xử lý phân loại vẹt năm 1859 của Gray. Trên thực tế Bonaparte (1849) đồng thời công bố các tên gọi nhóm họ Nestorinae và Strigopinae, quy chiếu tới điểm đó đã gộp cả hai trong họ danh định Strigopidae theo quy tắc quyền ưu tiên tự động ở bậc phân loại cao hơn kế tiếp.